# George van der Wagt
George van der Wagt (Rotterdam,  4 april 1921 – Amsterdam, 7 februari 2007) was een Nederlands monumentaal kunstenaar.

## Leven en werk
Van der Wagt studeerde aan de kunstacademie in Rotterdam en de Rijksakademie van beeldende kunsten in Amsterdam. Hij was leerling van onder anderen Jac Maris, John Rädecker, Piet Esser en Cephas Stauthamer. Hij was enige tijd Rädeckers assistent en werkte mee aan diens Nationaal Monument op de Dam in Amsterdam. Hij trouwde met schilderes Isa van der Zee.
Van der Wagt maakte monumentaal werk voor onder meer scholen en bedrijven als Philips, Akzo en De Nederlandsche Bank. Hij maakte zowel figuratief als abstract werk, al werd zijn figuratief werk in de loop der tijd steeds meer geabstraheerd. De laatste jaren van zijn leven legde Van der Wagt zich vooral toe op schilderen.

## Enkele werken
- 1955 reliëf op Sarphatikade 12a in Amsterdam
- 1964 wandreliëf aan de Keizer Karellaan in Deventer
- 1965 zonder titel, Muntinglaan in Groningen[3]
- 1969 zonder titel, aan de Anker in Groningen[4][5]
- 1970 zonder titel in Ommoord, Rotterdam
- 1971 Danseresje, Purmerend

## Fotogalerij

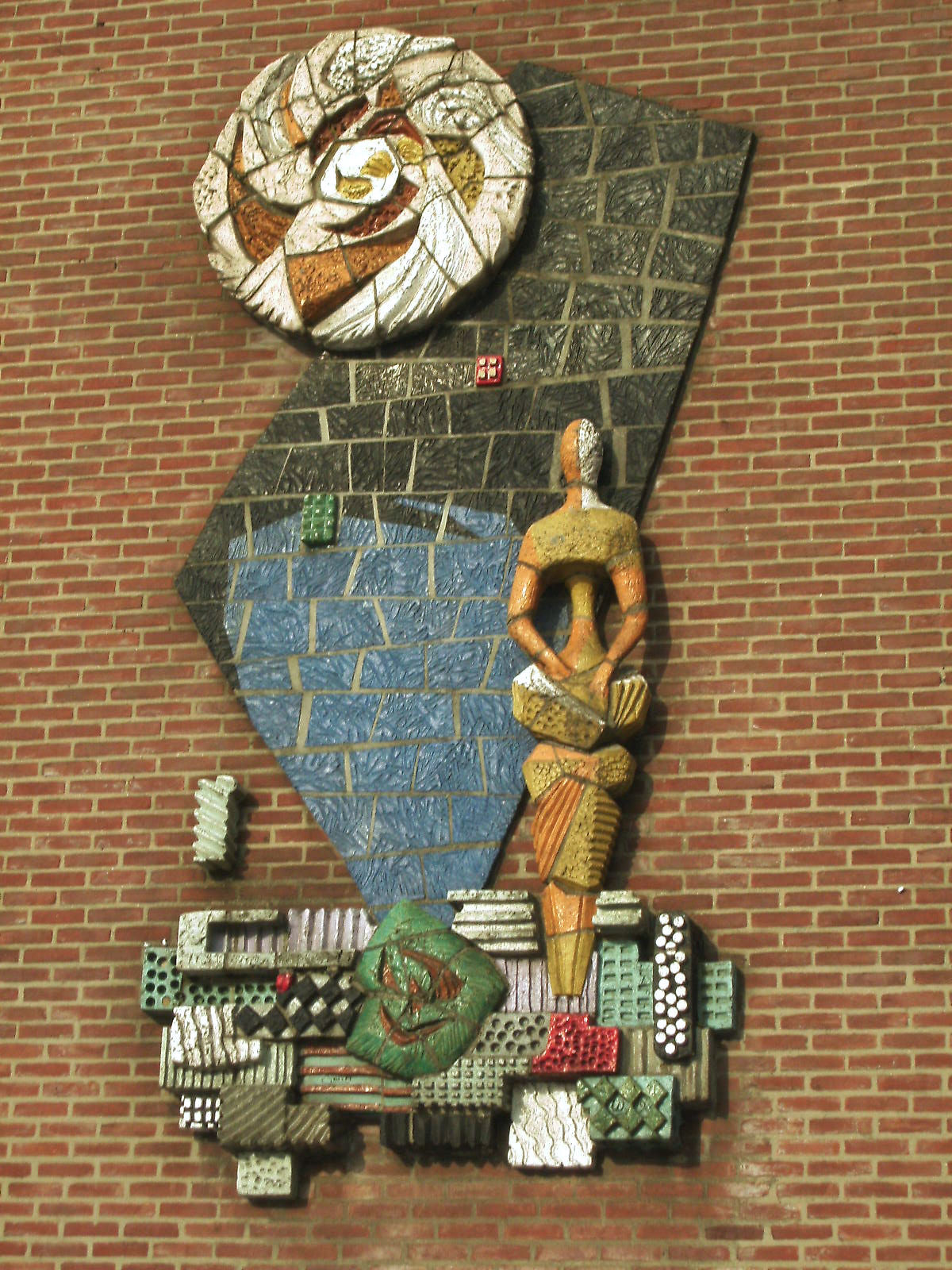
Wandreliëf, Deventer
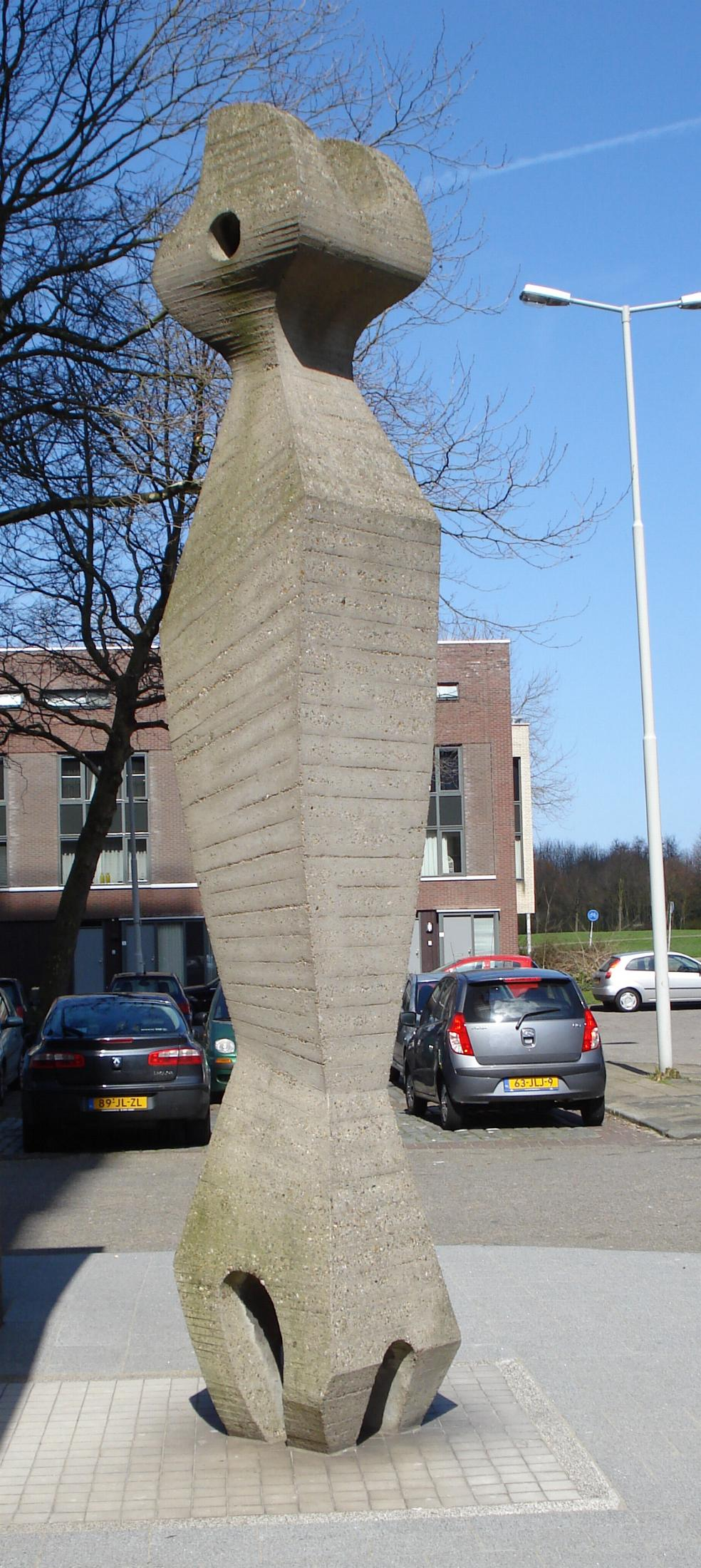
Zonder titel, Ommoord
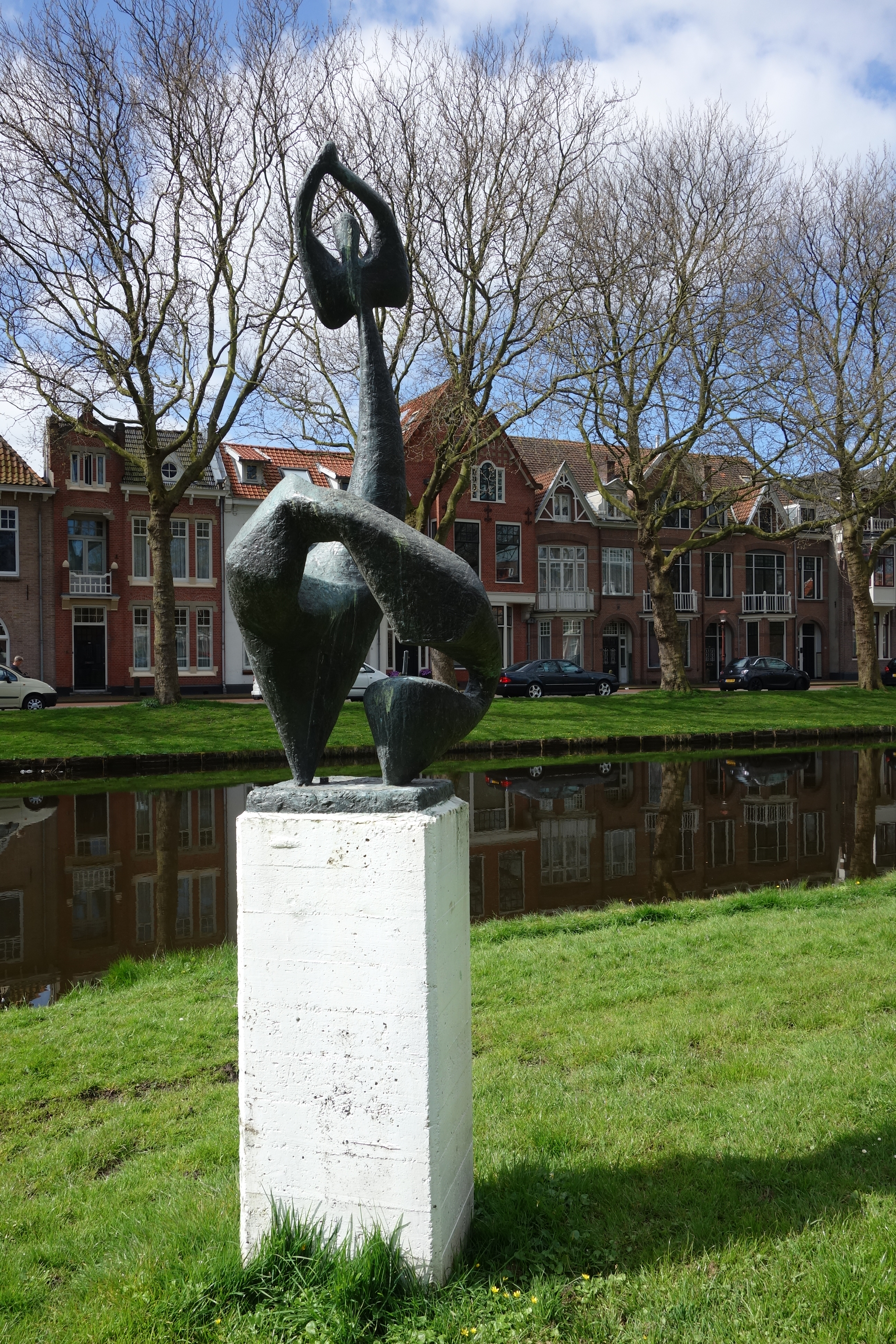
Danseresje (1971), Purmerend